# Neoskeloceras
Neoskeloceras is een geslacht van vliesvleugeligen uit de familie Pteromalidae. De wetenschappelijke naam van dit geslacht is voor het eerst geldig gepubliceerd in 1960 door Kamijo.

## Soorten
Het geslacht Neoskeloceras is monotypisch en omvat slechts de volgende soort:
- Neoskeloceras longistriatum Kamijo, 1960